# 프란시스코 라르고 카바예로

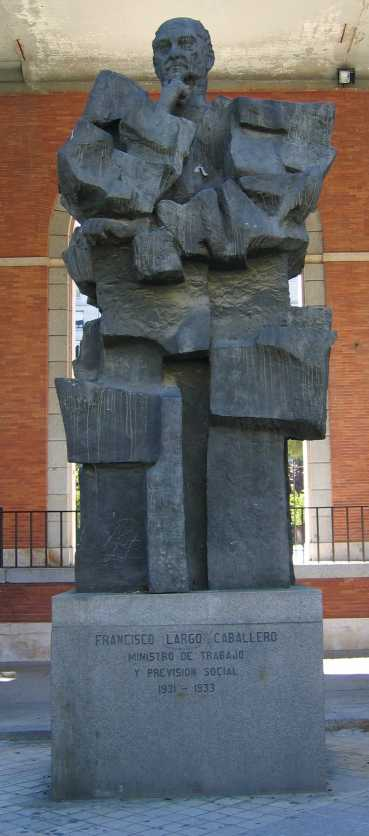
카바예로 동상

프란시스코 라르고 카바예로(스페인어: Francisco Largo Caballero, 1869년 10월 15일 ~ 1946년 3월 23일)는 스페인의 정치인이자 노동조합원이었다. 스페인 사회주의노동자당(PSOE) 과 노동자총연맹(Unión General de Trabajadores)의 역사적 지도자 가운데 한 사람이었으며, 1936년 ~ 1937년 스페인 제2공화국의 총리를 지냈다.

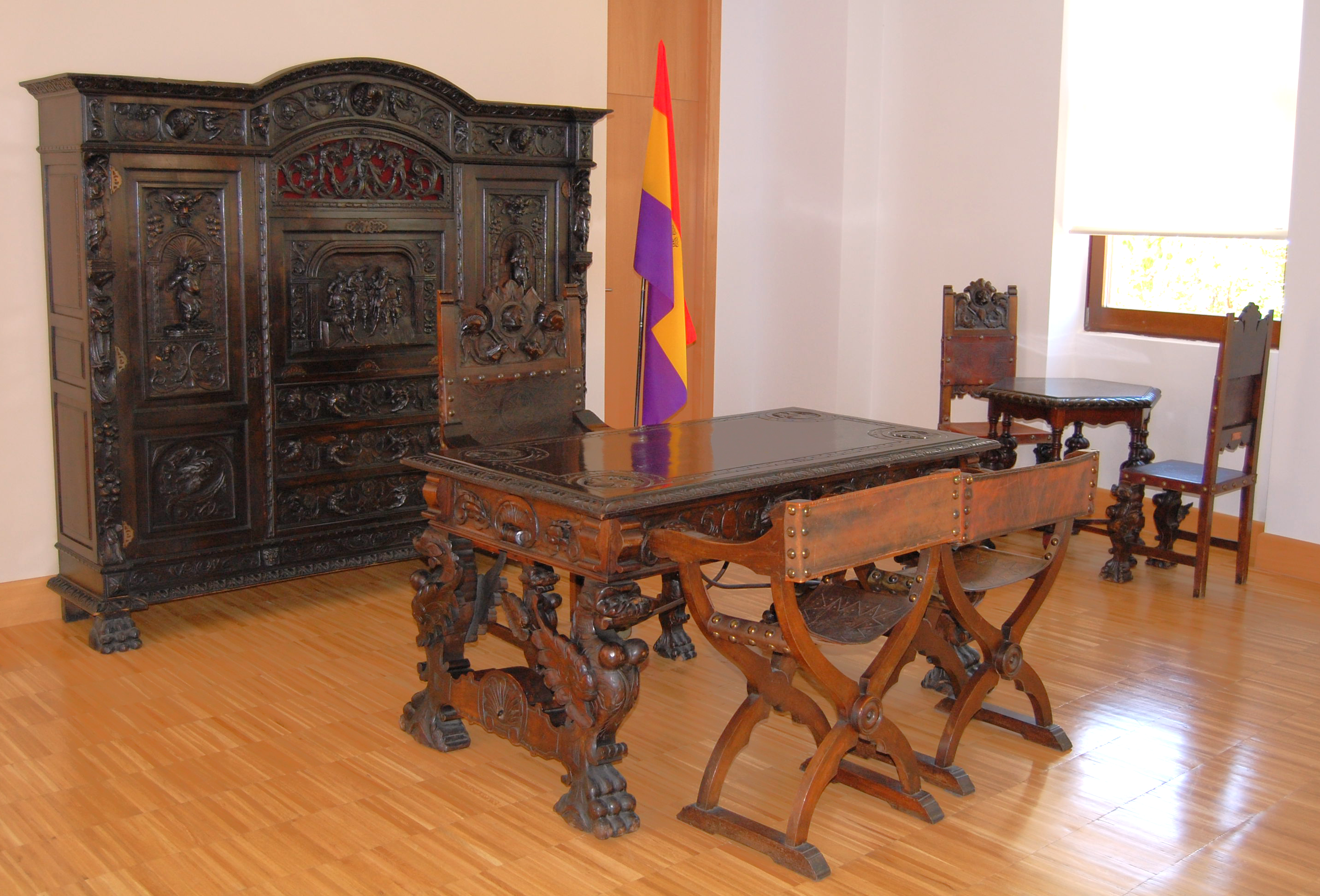
Francisco Largo Caballero의 사무실은 Alcalá de Henares에 보관되어 있습니다.

## 같이 보기
- 스페인 내전